# Barys Kit
Pour les articles homonymes, voir Kit.
Barys Kit (ou Boris Kit) est un mathématicien, physicien et chimiste biélorusse, né le 6 avril 1910 à Saint-Pétersbourg et mort le 1er février 2018 à Francfort-sur-le-Main, qui a joué un rôle pionnier aux États-Unis dans le développement de la propulsion spatiale.

## Biographie
Barys Kit naît à Saint-Pétersbourg en 1910. À la suite de la Révolution de Février, sa famille quitte le pays et s'installe dans un village de Biélorussie, situé à l'époque en territoire polonais. Il fréquente l'école polonaise et plus tard une école biélorusse dans la ville de  Navahroudak et poursuit ses études à l'université de Vilnius (alors uniwersytet Stefana Batorego). Il en sort diplômé en mathématiques et en physique et devient enseignant à Vilnius. En 1939, après l'invasion de la Pologne, Barys Kit retourne à Navahroudak et devient directeur d'école, puis inspecteur de l'enseignement,.
Pendant la Seconde Guerre mondiale, Barys Kit est suspecté d'entretenir des liens avec des partisans et est arrêté par les troupes allemandes. Il passe un mois en prison. Devant l'avancée soviétique, il décide de fuir en Allemagne avec sa famille. Il émigre aux États-Unis en 1948. Barys Kit est employé en tant que chimiste dans le New Jersey, puis est engagé par la firme North American Aviation et s'établit en Californie. Il travaille dans le domaine de la recherche spatiale durant 25 ans. Barys Kit est l'auteur de Rocket Propellant Handbook, le premier manuel traitant de propulsion spatiale, publié en 1960 par l'éditeur Macmillan.
En 1972, il s'installe en Allemagne à Francfort-sur-le-Main, et commence à enseigner les mathématiques au Collège européen de l'université du Maryland à Heidelberg dès 1973. Il se remet aux études et soutient une thèse de doctorat en 1983 portant sur les travaux du mathématicien et professeur polonais à l'université de Vilnius Antoni Zygmund.
Barys Kit est enterré au cimetière orthodoxe dans la ville allemande de Wiesbaden.